# Girolamo Balbi
Girolamo Balbi (Veneza, 1450 — Veneza, 1535) foi Bispo católico, diplomata, poeta e humanista italiano. Foi aluno de Pomponio Leto, fundador da Academia Romana. Em 1485, tornou-se professor da Universidade de Paris. Devido a seu caráter autoritário desentendeu-se com vários estudiosos, sendo obrigado a deixar Paris em 1491. Em 1494, foi convidado pelo Imperador Maximiliano I para dar aulas na Universidade de Viena, onde lecionou poesia, os clássicos romanos e jurisprudência.
Em 1495 ele volta a Paris para uma pequena temporada, e no ano seguinte visita Londres, retomando suas atividades como professor na Universidade de Viena em 1497. Nessa cidade, tornou-se membro da Sociedade Danúbio onde fez amizades com seu fundador Conrad Celtis, o humanista, que nessa época era professor e bibliotecário da Universidade de Viena. Novas discussões com seus colegas o obrigaram a deixar Viena e Balbus segue para Praga em 1498, onde aceita um cargo de professor conseguida pelos seus amigos de Viena. Mas por causa de sua conduta escandalosa, acaba deixando a cidade. Viaja para Pécs, na Hungria, onde permanece isolado por um período de quinze anos, mudando completamente seu estilo de vida, entrando até para uma ordem religiosa.
Na corte da Hungria tornou-se tutor dos príncipes reais, e secretário do rei Ladislau VI.  Em 1521, Balbus compareceu à Dieta de Worms na qualidade de embaixador de Luís II, rei da Hungria, e atraiu muita atenção ao discursar seus protestos contra as inovações de Martinho Lutero, além de insistir juntos ao príncipes da assembleia sobre a necessidade de uma ação conjunta contra os turcos. Pouco tempo depois, estava à serviço de Ferdinando, arquiduque da Áustria, que, em 1522, o nomeou Bispo de Gurk, tendo-o enviado a Roma numa embaixada de congratulações ao recém eleito pontífice Papa Adriano VI.
Fazia parte da sua missão convencer o papa a instalar uma cruzada contra os turcos. O discurso que ele fez ao ser recebido pelo papa em audiência pública, em 9 de fevereiro de 1523, foi bem recebida nos círculos humanísticos como ponto alto de sua eloquência. Balbus permaneceu em Roma durante algum tempo, sendo ali consagrado Bispo de Gurk em 25 de março de 1523.  Como bispo, ele frequentemente se ausentava de sua diocese. Em uma de suas cartas ficamos sabendo que no tempo de Clemente VII ele viveu em Roma por alguns anos no palácio papal e desfrutava da confiança desse pontífice. Em 1530, embora sua idade avançada, acompanhou Carlos V a Bolonha para participar da coroação do Imperador.

## Obras
- Tragoediae (Tragédias, 1488)
- De conscribendis epistolis (1496-99)
- Hieronimi Balbi Poete Epigrammata - 1508
- Hieronymi Balbi ... ad Carolum V. Imperatorem de Coronatione - 1530
- Liber Continens Bohemiæ Et Procerum Eius Laudes. [Editada por Laurentius Span.]. - 1560
- Hieronymi Balbi veneti gurcensis olim episcopi. Opera poetica, oratoria, ac politico-moralia ex codicibus manuscriptis, primisque typis collegit et praefatus est Josephus de Retzer, 2 voll., Vindobonae, apud Josephum Stahel 1791-1792.
- Opera poetica, oratoria ac politico-moralia (2 voll., 1791-92)
- Hieronymus Balbus: Vita, carmina quae supersunt, orationes selectae, invectivae et documenta varia, Anton F. W. Sommer - 1991
- Commentarium in Somnium Scipionis
- Ad Pomponium Laetum praeceptorem suum
- De Futuris Caroli Augusti Successibus Vaticiniū. (De Magnif. Oratore Michaele Maio Epigrāma.) [In Verse.]. - 1529
- Oratio Habita In Imperiali Conuentu Vuormacien[si]: Die tertia Aprilis MDXXI ... - 1521